# Liste der denkmalgeschützten Objekte in Liebenau (Oberösterreich)
Die Liste der denkmalgeschützten Objekte in Liebenau enthält die 5 denkmalgeschützten, unbeweglichen Objekte in Liebenau (Oberösterreich).

## Denkmäler
| Foto |                 | Denkmal                                                        | Standort                              | Beschreibung | Metadaten |
| ---- | --------------- | -------------------------------------------------------------- | ------------------------------------- | --- | --- |
| ja   | Datei hochladen | Ehem. Glashütte am Bauernberg HERIS-ID: 62865 Objekt-ID: 75453 | Flur Bauernberg Standort KG: Liebenau | Die sogenannte Fierlingerhütte war von 1787 bis 1806 in Betrieb. 1993 wurde die Glashütte für archäologische Untersuchungen ausgegraben. | BDA-Hist.: Q38101392 Status: Bescheid Stand der BDA-Liste: 2025-06-30 Name: Ehem. Glashütte am Bauernberg GstNr.: 1666/1                              |
| ja   | Datei hochladen | Viereckschanze Liebenau HERIS-ID: 64546 Objekt-ID: 77282       | Flur Kurzenwald Standort KG: Liebenau | Östlich des Ortes Liebenau im Kurzenwald ist der sogenannte Türkenkegel, eine Quadratschanze. | BDA-Hist.: Q38107427 Status: Bescheid Stand der BDA-Liste: 2025-06-30 Name: Viereckschanze Liebenau GstNr.: 2820                                      |
| ja   | Datei hochladen | Kath. Pfarrkirche Hl. Josef HERIS-ID: 19183 Objekt-ID: 15481   | Liebenau 1, bei Standort KG: Liebenau | Die ab 1754 errichtete Kirche hat heute ein sechsjochiges Langhaus mit einem einjochigen Chor. Die Kirche ist barock mit Gewölbemalereien im Langhaus und Glasmalereien im Chor. Der Hochaltar stammt aus 1887, die Seitenaltäre sind älter. Figuren schuf am Ende des 19. Jahrhunderts Hans Leopold Weiß. Die Brüstungsorgel baute 1893/1894 Leopold Breinbauer. | BDA-Hist.: Q15916492 Status: § 2a Stand der BDA-Liste: 2025-06-30 Name: Kath. Pfarrkirche Hl. Josef GstNr.: .30 Pfarrkirche Liebenau (Oberösterreich) |
| ja   | Datei hochladen | Museum Handwerkerhaus HERIS-ID: 19185 Objekt-ID: 15483         | Liebenau 21 Standort KG: Liebenau     | Ein historisches Handwerkerhaus, das ab 2000 als Museum diente. 2021 ist in dem Gebäude ein Bauernladen, in dem bäuerliche Produkte und Kunsthandwerk verkauft werden. Der eingeschoßige Bau hat ein Schopfwalmdach und im Inneren Holzbalkendecken. | BDA-Hist.: Q37846898 Status: § 2a Stand der BDA-Liste: 2025-06-30 Name: Museum Handwerkerhaus GstNr.: .23/1 Handwerkerhaus Liebenau                   |
| ja   | Datei hochladen | Ortskapelle HERIS-ID: 19184 Objekt-ID: 15482                   | Schöneben Standort KG: Liebenau       | Eine 1904 erbaute Kapelle mit eingezogenem Chor. Der mächtige Bau hat im Inneren neogotisch ein Spitztonnengewölbe. Den Altar mit den Figuren schuf 1914 Hans Leopold Weiß. | BDA-Hist.: Q15920114 Status: § 2a Stand der BDA-Liste: 2025-06-30 Name: Ortskapelle GstNr.: .193 Ortskapelle Schöneben                                |